# 金楨勳
金楨勳（韓語：김정훈，1980年1月20日—），在日本則稱作John-Hoon，韓國男演員、歌手。
曾就讀首爾大學牙醫學系，後因為演藝事業緣故，向首爾大學申請退學，轉而就讀中央大學演劇學系第45期（2005年初）。
2000年出道時，他是韓國組合UN（United N-Generation）成員，直至2005年組合解散。2006年初出演韓劇《宮》二號男主角王子李律一角，風靡東亞，被稱為「百合王子」。此外，他還出演過韓國SBS電視台的週末反轉劇《飼養宗孫》。
2006年在日本出道，並推行首張迷你專輯《5 Stella Lights》，並在2006年即舉辦在日本的第一場個人演唱會。隔年隨即在日本舉行5場巡迴演唱會皆大受好評。
2009年4月入伍，入伍期間表現優異亦獲得軍隊授予模範士兵，並於軍隊長官的推薦下報考國防宣傳支援隊，於同年11月考取。2011年2月28日退伍。於2011年7月30日因酒醉駕車遭到起訴。

## 演出作品

### 電視劇
| 年份   | 電視台       | 劇名                 | 角色   | 備註     |
| 2002年 | SBS          | 《Orange》           | 金楨勳 |          |
| 2003年 | SBS          | 《好好活》           |        |          |
| 2004年 | SBS          | 《不是一個人》       |        | 客串     |
| 2005年 | MBC          | 《男生女生向前走》   | 金楨勳 | 客串     |
| 2005年 | TBS          | 《約定》             |        |          |
| 2005年 | MBC          | 《午夜劇場-茶派對》  |        |          |
| 2006年 | MBC          | 《宮》               | 李律   |          |
| 2007年 | 山東電視台   | 《會有天使替我愛你》 | 金澤   |          |
| 2007年 | SBS          | 《魔女由熙》         | 柳俊河 |          |
| 2008年 | 湖南衛視     | 《戀愛兵法》         | 金正浩 |          |
| 2011年 | tvN          | 《需要浪漫》         | 金成洙 |          |
| 2012年 | SBS          | 《傻瓜媽媽》         | 李在河 |          |
| 2012年 | MBS          | 《RUN60》            | 朴洪滿 |          |
| 2013年 | JTBC         | 《她的神話》         | 陶振厚 |          |
| 2013年 | 中國         | 《踮起腳尖吻到愛》   | 文清遙 |          |
| 2015年 | SBS          | 《深夜食堂》         | 姜賢誠 | 客串     |
| 2015年 | NAVER tvcast | 《初戀不變的法則》   | 朴忠九 |          |
| 2015年 | KBS          | 《Missing Korea》    | 柳政勳 |          |
| 2015年 | SBS          | 《魔女之城》         | 孔俊英 | 特別出演 |
| 2016年 | 中國         | 《武神趙子龍》       | 高則   |          |
| 2016年 | 中國         | 《卿本佳人》         | 鲍文洵 |          |
| 2016年 | MBC          | 《重新開始》         | 河聖才 |          |

### 單元劇
- 《男生和女生》 (SBS，2004)
- 《飼養宗孫》反轉劇  (Banjun Drama) (SBS，2005)
- 《霧氣視線距離》 (Fog Street) (Drama City) (KBS，2，2006) －Yoon Soo

### 電影
- 《DMZ 非武裝地帶》(2004.10)
- 《Shut Up!》(2004.12)
- 《Cafe Seoul》(2009.03)
- 《碧淚釧》(2011.09)
- 《致命一擊 (另譯: 決定性的一發) 》(2011.11)
- 《RUN 60 - Game Over-》(2012.06)
- 《Mr.楨勳!! 我的偶像是Chickenman?!》(2012.10)
- 《野狗們》(2014年)
- 《環太平洋2》(2018年2月23日)

### 音樂劇
- 《Catch Me If You Can》(2012.03.29-2012.06.01於韓國公演) 飾 Frank

### 微電影
- 《西塘戀事》(中國 2012.11)

### 綜藝節目
- 2011年5月3日－2011年5月10日：SBS《強心臟》Ep75-76
- 2012年12月20日：湖南卫视 《百變大咖秀》第二季 Ep11
- 2014年10月1日－2014年11月5日：tvN《The Genius第三季》Ep1-6
- 2015年6月9日－2015年11月3日：JTBC《我去上學啦》固定成員 Ep47-68
- 2015年10月23日：JTBC《魔女狩獵》Ep115
- 2015年11月6日：MBC《改變世界的Quiz》Ep318
- 2016年3月20日：MBC《神秘音樂秀：蒙面歌王》Ep51
- 2016年6月2日：tvN《爸爸和我》Ep1-5
- 2016年7月5日：JTBC《尋找Sugar Man》Ep38
- 2016年11月26日：KBS《不朽的名曲：傳說在歌唱》Ep279 與U Ji
- 2017年1月8日：tvN《腦性時代：問題男子》Ep94
- 2017年2月22日：MBC《黃金漁場》學習之神 Ep515
- 2018年9月16日～2019年2月21日：TV Chosun《戀愛的滋味》固定成員

## 音樂作品

### UN專輯
- 第一張《Voice Mail》（2000.08）
- 第二張《Traveling You》（2001.07）
- 第三張《Extreme Happiness》（2002.11）
- 第三張《Sweet & Strong》（2003.06）
- 第四張《Reunion》（2004.06）
- 第五張《Seventy five centimeter》（2005.05）
- 第六張《Sweet & Strong》（2005.07）（日本版）
- 第七張《Goodbye & Best》（2006.02）（精選）

### 個人專輯

#### 韓國發行
迷你專輯
- 《Kim Jeong Hoon 1st Mini Album》 （2009.09.01）
- 《5091》（2014.07.03）

單曲
- 《Present》（2011.04.08）
- 《Marry Me, Marry You》（2016.05.06）合唱者﹕Rainbow－趙賢榮

專輯
- 《我的故事》（2012.10.12）

#### 日本發行
單曲
- 《Sad Song》（2007.02.28）
- 《我愛妳》（僕は君を愛してる）（2007.05.16）
- 《從與妳相遇的一天起》（君に出会った日から）（2007.9.5）
- 《櫻花TEARS》（サクラTEARS）（2008.02.20）
- 《我要保護你》（君を守りたい）（2008.07.16）
- 《You are not alone》 （2008.10.01）
- 《Blue Moon》（2009.07.01）
- 《Rainy Flash》（2010.01.20）
- 《Al Dente》（アルデンテ）（2010.08.18）
- 《MESSAGE》（2012.10.31）
- 《二人記念日》（2013.01.16）
- 《春戀》（2013.04.03）
- 《Special Day》（2015.01.21）
- 《春風》（2016.04.06）
- 《Prologue～愛的呼喚～》（Prologue～恋を呼ぶ唄～）（2017.01.25）
- 《現在〜就像夢一樣〜》（今～夢のように君が～）（2018.07.11）

迷你專輯
- 《5 Stella Lights》（2006.10.25）（2006.12.01於台灣發行）
- 《記憶的香氣》（記憶の香り）（2017.07.26）

專輯
- 《永遠的情歌...～ETERNITY～》（僕たち いつかまた...～ETERNITY～）（2007.10.17）（2007.11.16於台灣發行）
- 《今天的新夢想》（今日も新しい夢を見る）（2008.11.05）
- 《待》（2010.11.17）
- 《VOICE》（翻唱）（2012.05.23）
- 《VOICE 2》（翻唱）（2012.10.31）
- 《LOVE×BEST》（2014.01.29）
- 《2019 Acoustic Best Album Live ver.》（2019.05.29）（現場專輯）

精選輯
- 《John-Hoon～Do My Best～》（創作精選集）（2014.07.16）

#### 台灣發行
精選輯
- 精選律君（全球獨家盤）CD+DVD（2006.08.22）

#### 中韓發行
雙語EP
- 《幸福》（2012.11.11於香港發行apm限定版）（2012.11.21於中國發行北京見面會版本）

### OST
- 湖南衛視《戀愛兵法》片尾曲－演唱歌曲：《一起走》（與徐若瑄合唱）（2008.05.22）
- tvN《需要浪漫》OST－演唱歌曲：《애교 撒嬌》（與趙汝珍合唱）、《후애 後愛》（2011.08.11）
- 電影《致命一擊》OST Part 1－演唱歌曲：《Ma Turn》《Scream》《Stand Up》（2011.12.05)
- KBS《明艷動人的她》OST－演唱歌曲：《다시 再次》（2012.03.08）
- SBS《傻瓜媽媽》OST Part 1－演唱歌曲：《흔한 사람 普通人》（2012.04.30）
- JTBC《她的神話》OST Part 1－演唱歌曲：《난 그대 하나만 곁에 있으면 只要有你在我身邊》（2013.10.22）
- 湖南衛視《武神趙子龍》插曲－演唱歌曲：《英雄》（2016.04.01）

## 電台主持
- UN 金楨勳的 FM 人氣歌謠（2004）
- Voice Mail（國防宣傳院KFN 2009.11.09 - 2010.08.22）

## 寫真集
- 《Kim Jeong Hoon Love Bangkok》（2008.01.21 於泰國發行）
- 《John-Hoon 1st Anthology》（2008.03.25 於日本發行）
- 《√John-Hoon》（2008.11.28 於日本發行）
- 《John-Hoon流》（2009.04 於日本發行）
- 《John-H∞n's Story ＆ Photo book TOWA―永遠》（一年四冊, 2011.09.30 於日本發行）
- 《LOVE ...ing with JOHN-HOON 》（寫真集+DVD, 2011.11.16 於日本發行）
- 《John-H∞n's Story ＆ Photo book TOWA―永遠》Season 2（一年四冊, 2012.09.30 於日本發行）

## DVD
- [1st Live DVD] John-Hoon 5 Stella Lights in Stellar Ball（日版演唱會） （2007.04.11 於日本發行）
- [2nd Live DVD] John-Hoon Japan 1st Tour 2007 （2008.03.19 於日本發行）
- [3rd Live DVD] The John-Hoon Show （2009.03.04 於日本發行）
- [1st PV Collection] John-Hoon Clips （2009.02.18 於日本發行）
- John-Hoon TV （2009.09.16 於日本發行）
- Secret Diary By John-Hoon (Vol 1 & 2)（2009.11.06 於日本發行）
- LOVE ...ing with JOHN-HOON （DVD+寫真集, 2011.11.16 於日本發行）
- KIM JEONG HOON 2012 SEASON'S GREETING  （DVD+年曆, 2011.11.16 於日本發行）
- John-Hoon 除隊 Fan Meeting REUNION John-Hoon - 第2章 （2012.01.18 於日本發行）
- John-Hoon's Diary 2012 ～SA・I・KA・I（2012.04.25 於日本發行）
- Making Memories with John-Hoon ～TOWA 2012（DVD+寫真集, 2012.09.15 於日本發行）
- John-Hoon: THE FIRST LOVE in Luxemburg（DVD+CD+寫真集, 2012.10.31 於日本發行）
- LIVE MOVIE～John-Hoon's REAL VOICE/Mr.楨勳!!我的偶像是Chickenman?!（2013.01.16 於日本發行）
- LIVE DVD「THE MOBIUS STRIP TOUR in JAPAN ～いま逢いに行きます～」（將於2013.04.03 在日本發行）

## 外部連結
- 韓國官方網站 （页面存档备份，存于）
- 日本官方網站HOONEEs
- 官方cyworld （页面存档备份，存于）
- 金楨勳的Facebook專頁
- 金楨勳的Instagram帳戶
- 金楨勳的新浪微博